# Honduras en los Juegos Paralímpicos de Sídney 2000
Honduras estuvo representado en los Juegos Paralímpicos de Sídney 2000 por un deportista masculino. El equipo paralímpico hondureño no obtuvo ninguna medalla en estos Juegos.